# Плетнёва, Валентина Николаевна
Валенти́на Никола́евна Плетнёва (1930—2012) — советская ткачиха, передовик производства, общественный и политический деятель, Герой Социалистического Труда (1960). Лауреат Государственной премии СССР.

## Биография
Родилась 26 октября 1930 года в Украинской ССР, на территории современной Донецкой области. Когда ей было 5 лет, умерла мать. Отец в 1941 году добровольцем ушёл на фронт и погиб под Москвой. Воспитывалась бабушкой. Детство и юность провела в городе Мантурово Костромской области. Окончила 7 классов средней школы, в 1947 году поступила в школу фабрично-заводского обучения в Костроме. В 1948 году, окончив училище, пришла ткачихой на Костромской льнокомбинат им. В. И. Ленина, где проработала 47 лет.
На комбинате Валентина Плетнёва стала участницей Виноградовского движения — многостаночницей: вместо необходимых по плану 5 станков она обслуживала 12.
За выдающиеся достижения в труде и особо плодотворную общественную деятельность Указом Президиума Верховного Совета СССР от 7 марта 1960 года Валентине Николаевне Плетнёвой присвоено звание Героя Социалистического Труда с вручением ордена Ленина и золотой медали «Серп и Молот».
В 1964 году В. Н. Плетнёва первой в льняной промышленности выступила с почином — соревноваться за личный экономический счёт и успешно выполнила принятые на себя обязательства. Ей было присвоено звание «Лучшая ткачиха во Всесоюзном социалистическом соревновании рабочих массовых профессий», её а опыт изучался и применялся в СССР и за рубежом.
С 1996 года на пенсии.
Член КПСС с 1952 года. Избиралась делегатом пяти партийных съездов и XIX конференции КПСС. В 1986—1990 годах — член ЦК КПСС. На декабрьском 1989 года Пленуме ЦК КПСС было создано Российское бюро ЦК под председательством М. С. Горбачёва. Одним из его членов была избрана В. Н. Плетнёва. Бюро прекратило свою деятельность в июне 1990 года.
Депутат Верховного Совета РСФСР 7, 8, 9, 10-го созывов (1967—1985), член комиссии по делам молодёжи. Член Президиума ВЦСПС.
Награждена четырьмя орденами Ленина (1960, 1971, 1980, 1984), орденом Октябрьской революции (1974), медалями СССР. Имела почётное звание «Заслуженный работник текстильной промышленности». За многолетний добросовестный труд, выдающиеся достижения в области ткацкого производства и активную общественную деятельность В. Н. Плетнёва в 1972 году удостоена звания Почётного гражданина Костромы, в 2003 году — почётного гражданина Костромской области.
Умерла в Костроме 7 ноября 2012 года на 83-м году жизни. Похоронена на городском кладбище.